# خرجة (مبين)

تعديل مصدري - تعديل

خرجة هي إحدى قرى عزلة المراحبة بمديرية مبين التابعة لمحافظة حجة، بلغ تعداد سكانها 149 نسمة حسب تعداد اليمن لعام 2004.